# 锺相
锺相（11世纪?—1130年），南宋初期洞庭湖地区民变领袖。

## 生平
原是荆湖北路鼎州（今湖南省常德市）的一个小商人。北宋末年，锺相在洞庭湖一代传播一种巫教（可能是摩尼教），仿照王小波、李順、提出“法分贵贱贫富，非善法也。我行法，当等贵贱，均贫富。”靖康之難時，锺相长子锺子昂招募一支300人的勤王民兵到达趙構即位的南京应天府，隨即被遣回乡。但锺相父子看到天下已經大亂，便将原来招募的民兵“团集在家，结成队伍，多置旗帜、器甲，意要作乱”。
建炎四年（1130年）二月，原出身盗匪的京东西路东平府钤辖孔彦舟作亂，并杀到鼎州北面的澧州（今湖南澧县）。锺相乘着地方官们逃遁的机会，也發動叛亂自立為楚王，建立了割据政权，并很快占据了洞庭湖滨的大部分州縣，包括鼎州全境的武陵、桃源（今湖南桃源县）、辰阳（今湖南汉寿县）、沅江（今湖南沅江市）四县，澧州全境的澧阳、石门（今湖南石门县）、安乡（今湖南安乡县）、慈利（今湖南慈利县）四县，荆南府八县中的枝江（今湖北枝江）、松滋（今湖北松滋）、石首（今湖北石首市）、公安（今湖北公安县）四县和峡州宜都县，岳州华容县，辰州州治沅陵县，潭州十二县中的益阳（今湖南益阳市）、宁乡（今湖南宁乡县）、湘阴（今湖南湘阴县）、安化（今湖南安化县）四县。
锺相軍和孔彦舟軍交鋒，孔彦舟軍击破锺相的大寨，俘虜并處死了锺相及其妻伊氏、长子锺子昂，然后北上投降了偽齊。锺相死后，澧州的餘部楊太转移到辰阳县，和锺相之子锺子义一起形成了一股较大的势力。锺子义被稱为“太子”，楊華、楊廣等充當首領。楊太則因為年紀較輕，被稱為楊幺。

## 年号
锺相的年号天载（1130年二月二十一日—三月二十六日）或作天战，使用这个年号共2个月。